# Simon Fletcher
Simon Raynard Fletcher (Bay City, 18 febbraio 1962) è un ex giocatore di football americano statunitense che ha giocato nel ruolo di linebacker per tutta la carriera con i Denver Broncos della National Football League (NFL). Fu scelto nel corso del secondo giro (54º assoluto) del Draft NFL 1985 dai Broncos. Al college giocò a football all'Università di Houston.

## Carriera professionistica
Fletcher fu scelto nel corso del secondo giro del Draft 1985 dai Denver Broncos. Con essi disputò tutta la carriera fino al 1995, raggiungendo per tre volte il Super Bowl, nel 1986, 1987 e 1989, venendo però sempre sconfitto. È il leader di tutti i tempi della franchigia con 87,5 sack e condivide con DeMarcus Ware il record NFL per il maggior numero di gare consecutive con almeno un sack, 10.

## Palmarès

### Franchigia
- American Football Conference Championship: 3

Denver Broncos: 1986, 1987, 1989

### Individuale
- Formazione ideale del 50º anniversario dei Denver Broncos

## Statistiche
| Sack              | 97,5 |
| Intercetti        | 2    |
| Fumble recuperati | 10   |